# Torrone Alto
Il Torrone Alto chiamato anche Torent Alto o Torrone d'Orza è una montagna delle Alpi alta 2.948 m s.l.m. È la vetta più alta dell'omonimo gruppo che forma una barriera trasversale, che si stacca in direzione nord ovest dalla catena principale di monti che divide il Canton Ticino dalla grigionese Valle Calanca. Gruppo che in buona parte forma le creste che circondano la valle di Osogna e il fianco meridionale della valle Pontirone. Esso comprende una decina di cime, tra cui la Cima di Biasca, il Torrone Basso e il Piz da Termin.

## Descrizione
Il poderoso baluardo del Torrone Alto è posto alla confluenza di tre valli: la valle di Osogna, la valle Pontirone e la valle Calanca. Essa è formata nella sua parte sommitale da una lunga cresta che conta sette distinte cime, di cui la più alta, la quarta da est a ovest, tocca un'altezza di 2957 m s.l.m. Visto dalla valle di Osogna forma una piramide che si stacca dal pianoro dell'"alpe d'Örz" tra le cime di Örz a sud e del Torrone basso a nord.
La salita alla vetta da questa valle permette di effettuare in pochi chilometri un balzo di 2600 metri, nella parte iniziale su bei sentieri, che portano fino al Rifugio d'Örz posto a 2087 m s.l.m., mentre la parte sommitale è affrontabile solo da persone esperte o accompagnati da una guida della regione. La parete nord ovest è la più conosciuta anche perché ai suoi piedi si trova un bel rifugio, la capanna di Cava, facilmente accessibile.
Su questo versante restano due piccoli ghiacciai che sono i più meridionali del Canton Ticino, nel XIX secolo sfruttati come cave di ghiaccio che, una volta trasportato a valle, veniva spedito per ferrovia nella città di Milano. Dalla val Calanca, si presenta come una ripida costiera che sovrasta ad anfiteatro i pascoli di "Piöv di Dent" sopra Cauco.

## Rifugi
- Capanna di Cava dell'UTOE di Biasca, 2.066 m s.l.m.
- Rifugio d'Örz, 2.000 m